# كزنغان السفلي (كوهمرة خامي)
کزنغان السفلی (بالفارسية: کزنگان سفلی) هي قرية تقع في إيران في قسم كوهمرة خامي الريفي. يقدر عدد سكانها بـ 53 نسمة بحسب إحصاء 2016.